# استقالة البابا
استقالة البابا (بالإتينية: renuntiatio) تحدث عندما يستقيل البابا من إدارة الكنيسة الرومانية الكاثوليكية بإرادته. من المرسوم أن البابا يدير الكنيسة الرومانية الكاثوليكية من تاريخ تنصيبه حتي مماته فلهذا استقالة البابا تصنف من الأمور الخارقة للعادة. لقد استقال خمسة بابوات فقط في تاريخ الكنيسة أحدهما ما بين القرون الحادي عشر والخامس عشر وأربعة باباوات أخرى أستقالوا في الفترة ما بين القرن الثالث والقرن الحادي عشر الميلادي. في 11 فبراير 2013 قد أعلن بندكت السادس عشر نيتة للاستقالة في 28 نفس الشهر مما يجعله أول بابا يستقيل بعد استقالة البابا غريغوري الثاني عشر في سنة 1415 الميلادية.
على الرغم من شيوع مصطلح استقالة البابا لم يتم استخدام مصطلح «الاستقالة» في الوثائق الرسمية للكنيسة لاستقالة البابا. نظرا لأن البابا هو المسيطر على الكنيسة، ليس هناك إمكانية إبعاده القسري.

## الإجراءات
يشير القانون الكنسي للكنيسة الرومانية الكاثوليكية لاستقالة البابا في القانون رقم 332 عندما يقول 
القانون الكنسي لا يحدد أي فرد معين أو مجموعة من الأشخاص الذين يجب على البابا أن يبلغهم ولكن اعتقد بعض المعلقين (لا سيما المختص بالقانون الكنسي في القرن 18th فيراري لوسيوس) ان على البابا إبلاغ مجمع الكرادلة أو على الأقل يجب إبلاغ عميد مجمع الكرادلة. علي الكرادلة أن يتأكدوا تماما من استقالة البابا قبل المضي قدما لبدأ إجراءات تعيين البابا الجديد.

## تاريخ
تشير الموسوعة الكاثوليكية أشارات غامضة لإستقالة بونتيان  (230–235) والبابا مارسيلينوس (296–308) وفرضيات تاريخية حول استقالة البابا ليبيريوس
أول استقالة بابوية لاشك فيها كانت للبابا بنديكت التاسع في 1045 الميلادي وقدم غريغوري السادس ممتلكات ثمينة لبنديكت التاسع لتخليص الكنيسة من فضائح البابا  واستقالته لصالح غريغوري السادس. استقال غريغوري السادس في 1046 أي بعد سنة من اتفاقه مع بنديكت التاسع لأن توافقهم أتعتبر أنذاك بأتفاق سيموني.
من الاستقالات المعروفة هي استقالة البابا سلستين الخامس في 1294. بعد خمسة أشهر فقط من ترقيته لمنصب البابا أصدر مرسوما رسميا يجيز للبابا أن يستقيل وثم فعل ذلك بنفسه أي قدم استقالته. عاش سلستين الثاني سنتين في انزواء ومن ثم سجن علي يد خليفته بونيفاس الثامن

## الاستقالات البابوية
| Apocryphal                                                |      |                                   |                       | |
| فترة بابويته                                              | صورة | اللقب                             | الاسم الحقيقي         | سبب الاستقالة |
| 21 يوليو 230 – 28 سبتمبر 235 (5 سنوات+)                   |      | بونتيان                           | بونتيانوس             | ابعدته السلطات الرومانية |
| 30 يونيو 296 – 1 أبريل 304 (7 سنوات+)                     |      | البابا مارسيلينوس                 | مارسيلينوس            | عند القاء القبض عليه طلب منه ان يركع لالهة وثنية ويقدم لها البخور ولكنه رفض مما حكم عليه بالموت هو وبعض رفاقه                  |
| 17 مايو 352 – 24 سبتمبر 366 (14 سنة+)                     |      | ليبيريوس                          | ليبيريوس              | نفى من قبل الامبراطور قنسطانطيوس الثاني                                                                                        |
| يناير 1004 – يوليو 1009 (5 سنوات+)                        |      | يوحنا الثامن عشر                  | فاسانيوس              | مجهول |
| قبل الكنسي                                                |      |                                   |                       | |
| 1045–1046                                                 |      | بنديكت التاسع                     | ثيوفلاكتس من توسكولوم | باع البابوية لأنه كان يريد الزواج حيث باعها للبابا لكريكوري السادس الذي اشترى المنصب واصبح البابا الجديد في الأول من مايو 1045 |
| أبريل/مايو 1045 – 20 ديسمبر 1046 (1-سنة+)                 |      | غريغوري السادس                    | يوهانس غراتيانوس      | اتهم في السيمونية |
| بعد القوانين الكنسية                                      |      |                                   |                       | |
| 5 يوليو 1294 – 13 ديسمبر 1294 (161 أيام)                  |      | سلستين الخامس نظام القديس بينديكت | بييترو أنجيليريو      | تنازل سلستين الخامس طائعًا عن البابوية بعد بضعة أشهر من توليه الكرسي                                                            |
| 30 نوفمبر 1406 – 4 يوليو 1415 (8 سنوات و216 أيام)         |      | غريغوري الثاني عشر                | انجيلو كورير          | نهاية الانشقاق الغربي |
| 19 أبريل 2005 – 28 فبراير 2013 (أعلن) (7 سنوات و315 أيام) |      | بندكت السادس عشر                  | جوزيف راتزنغر         | تقدمه في العمر وعجزه الجسدي |